# كريستوف فيلهلم هوفلاند
كريستوف فيلهلم فريدريش هوفلاند (12 أغسطس 1762، لانغنزالستا - 25 أغسطس 1836، برلين) كان طبيبًا ألمانيًا ومعالج مداواة طبيعية وكاتبًا. وعُرف باعتباره الطبيب الممارس الأكثر شهرة في عصره في ألمانيا والمؤلف للعديد من الأعمال التي تعرض قراءات مكثفة وملكة نقدية مصقولة.

## سيرته
ولد هوفلاند في لانغنزالستا في ساكسونيا (تورينغن الآن) وتلقى تعليمه في فايمار، حيث شغل والده منصب طبيب البلاط للدوقة الكبرى. وفي عام 1780 التحق بجامعة ينا، وفي العام التالي ذهب إلى غوتينغن حيث تخرج كطبيب عام 1783.
بعد مساعدته لوالده لعدة سنوات في فايمار، استُدعي في عام 1793 إلى كرسي الطب في جامعة ينا، وحصل في نفس الوقت على منصبي طبيب البلاط وأستاذ علم الأمراض في فايمار. وخلال هذا الوقت بدأ مراسلات دائمة مع إيمانويل كانط. وفي عام 1798 منحه فريدريش فيلهلم الثالث ملك بروسيا منصب مدير كلية الطب والشؤون الطبية الحكومية بشكل عام في شاريتيه في برلين. وشغل كرسي علم الأمراض والعلاجات في جامعة برلين التي تأسست عام 1809، وفي عام 1810 أصبح مستشارًا للدولة. وفي عام 1823 جرى انتخابه عضوًا في الأكاديمية الملكية السويدية للعلوم.
وبمرور الوقت أصبح مشهورًا مثل غوته، وهردر، وشيلر، وفيلاند في بلاده.
كان هوفلاند صديقًا مقربًا لصمويل هانيمان ونشر كتاباته الأصلية في مجلته عام 1796. كما «انضم إلى جماعة المتنورين في ذلك الوقت، بعد أن تعرف بالماسونية في غوتينغن في عام 1783». ويبدو أيضًا أنه أبدى اهتمامًا بالخيمياء الصينية وطرق إطالة العمر.
أشهر كتاباته العديدة هي الأطروحة التي تحمل عنوان الماكروبايوتيك أو فن إطالة عمر الإنسان (1796)، والتي تُرجمت إلى العديد من اللغات، بما في ذلك اللغة الصربية بواسطة يوفان ستيتش في فيينا عام 1828. ويعتبر كتابه نظام الطب العملي (System der praktischen Heilkunde، 1818-1828) الأكثر تفصيلًا من بين أعماله الطبية. ومنذ عام 1795 حتى عام 1835 نشر مجلة جورنال دير براكتيشن أرتسناي أوند فوندسارتسنايكوندا. ونُشرت سيرته الذاتية عام 1863.

## المداواة الطبيعية
كان هوفلاند من أوائل المؤيدين لطب المداواة الطبيعية وافترض وجود «قوة الحياة» الحيوية، والتي كان يعتقد أنه يمكن الحفاظ عليها من خلال الممارسات السلوكية والغذائية. وتأثر هوفلاند بأبقراط وروج لما أسماه «العلاجات الطبيعية» (naturtherapeutik). وأيد استخدام المعالجة المثلية.
استخدم هوفلاند مصطلح «الماكروبايوتيك» في كتابه الماكروبايوتيك: فن إطالة العمر، والذي تُرجم إلى الإنجليزية في عام 1797. وأيد الكتاب برنامجًا للصحة الجيدة وإطالة العمر. وأوصى هوفلاند باتباع نظام غذائي نباتي. وقد اهتم غوته وزوجته بالكتاب. وأطلق تلاميذه الألمان على أفكاره المتعلقة بالنظام الغذائي والصحة اسم حركة هوفلاند.
تأثر جورج أوشاوا بهوفلاند أيضًا، وهو مؤسس نظام الغذاء الماكروبايوتيك.

## زواجه ونسله
تزوج هوفلاند لأول مرة بيوليانا أميلونغ (1771-1845) وتزوج للمرة الثانية بإليزابيث هيلين تروشيل (1777-1862). وأنجب من زواجه الأول:
- إلويرا لورا (ولدت عام 1799)، متزوجة بكارل فيلهلم فون بيشيرر
- روزاليا (ولدت عام 1801)، تزوجت بابن عمها أوغست فيلهلم أدولف هوفلاند
- إليزابيث، تزوجت بالأمير ألكسندرو ستوردزا، سليل أمراء مولدافيا الحاكمين. ومن خلال ابنهما الأمير نيكولاي ستوردزا (توفي عام 1832) أصبح كريستوف فيلهلم هوفلاند الجد الأكبر للملكة ناتاليا ملكة صربيا والجد الأكبر للملك ألكسندر الأول ملك صربيا.